# Lycaon fils d'Arès
Pour les articles homonymes, voir Lycaon.
Lycaon fils d'Arès est, dans la mythologie grecque, un fils d'Arès tué au combat par son oncle Héraclès, demi-frère d'Arès. 
Lycaon est brièvement mentionné par Euripide dans sa tragédie Alceste en même temps que deux autres fils d'Arès affrontés par le héros (ce sont Cycnos et Diomède le Thrace). L’Etymologicum genuinum donne cependant quelques détails supplémentaires à son sujet : sa mère est nommée Pyrène, fille d'Iméros, et Lycaon est présenté comme le roi des Krestônes. La rencontre entre les deux adversaires a lieu au moment où Héraclès est en quête des pommes d'or : Lycaon voit Héraclès traversant le bois sacré de Pyrène (nommé ainsi d'après le nom de sa mère), il le provoque au combat et est tué par lui.